# Brenner (labdarúgó, 2000)
Brenner (Cuiabá, 2000. január 16. –) brazil korosztályos válogatott labdarúgó, az olasz Udinese csatárja.

## Pályafutása

### Klubcsapatokban
Brenner a brazíliai Cuiabá városában született. Az ifjúsági pályafutását a São Paulo akadémiájánál kezdte.
2017-ben mutatkozott be a São Paulo felnőtt keretében. 2019-ben a Fluminense csapatát erősítette kölcsönben. 2021. február 5-én ötéves szerződést kötött az észak-amerikai első osztályban szereplő Cincinnati együttesével. Először 2021. április 18-án, a Nashville ellen idegenben 2–2-es döntetlennel zárult bajnokin lépett pályára és egyben megszerezte első gólját is a klub színeiben. 2023. július 1-jén az olasz első osztályban érdekelt Udineséhez írt alá.

### A válogatottban
Brenner 2015 és 2017 között tagja volt a brazil U17-es válogatottnak.

## Statisztikák
2023. május 7. szerint
| Klub       | Szezon   | Osztály  | Bajnokság | Bajnokság | Kupa  | Kupa | Nemzetközi | Nemzetközi | Összesen | Összesen |
| Klub       | Szezon   | Osztály  | Meccs     | Gól       | Meccs | Gól  | Meccs      | Gól        | Meccs    | Gól      |
| ---------- | -------- | -------- | --------- | --------- | ----- | ---- | ---------- | ---------- | -------- | -------- |
| Cincinnati | 2021     | MLS      | 33        | 8         | 0     | 0    | —          | —          | 33       | 8        |
| Cincinnati | 2022     | MLS      | 31        | 18        | 0     | 0    | 1          | 0          | 32       | 18       |
| Cincinnati | 2023     | MLS      | 8         | 1         | 0     | 0    | —          | —          | 8        | 1        |
| Cincinnati | Összesen | Összesen | 72        | 27        | 0     | 0    | 1          | 0          | 73       | 27       |
| Összesen   | Összesen | Összesen | 72        | 27        | 0     | 0    | 1          | 0          | 73       | 27       |

## Sikerei, díjai
Brazil U17-es válogatott
- Dél-amerikai U17-es labdarúgó-bajnokság
  - Győztes (1): 2017